# John Gresham (MP)
John Gresham (1529 - c. 1586), de Mayfield, Sussex, North End, perto de Fulham, Middlesex e Bishopsgate Street, Londres, foi um membro do Parlamento inglês. Ele representou New Windsor em 1563, Horsham em 1571 e Newton em 1572.